# Атай (станция)
Атай — железнодорожная станция, обеспечивающая транспортной связью одноимённый город в графстве Килдэр, Республика Ирландия. Станция ориентирована с севера на юг, у основной платформы размещены станционное
строение, автомобильная парковка и вход для пассажиров. Вторая платформа используется при одновременном нахождение на станции двух поездов. В южной части станции примыкает неиспользуемая ветка с завода Теграл (англ. Tegral).

## История
Станция была открыта Great Southern and Western Railway 4 августа 1846 и впоследствии вошла в состав Great Southern Railways. Была национализирована и передана Coras Iompair Éireann по Транспортному Закону 1944 года[2], вступившему в силу с 1 января 1945 года, и в 1986 году — Iarnród Éireann. 6 сентября 1976 было прекращено формирование грузовых составов.

## Современность
В связи с быстрым ростом города Атай значительно увеличился пассажиропоток через станцию. В 2004 году была заменена механическая система управления сигналами. В 2007 году увеличены платформы для возможности посадки в более длинные поезда. В июле 2008 года получено разрешение на реконструкцию здания станции.